# Appleby (entreprise)
Pour les articles homonymes, voir Appleby.
Appleby est un cabinet d'avocats spécialisé dans l'optimisation fiscale et domicilié aux Bermudes.

## Histoire
L'avocat britannique Reginald Woodfield Appleby s'implante en 1898 aux Bermudes, une colonie caribéenne de l’empire britannique, qui est aujourd’hui encore territoire britannique d’outre-mer.
Dans les années 1940, le cabinet d'avocat fusionne avec deux autres entreprises pour former Appleby Spurling & Kempe, terminologie qu'elle gardera jusqu'aux années 2000.
En 2004, Appleby Spurling & Kempe et Hunter & Hunter, entreprise fondée à Londres et présent essentiellement dans les Caraïbes, fusionnent leurs activités, créant un nouvel ensemble appelé Appleby Spurling Hunter.
En 2006, Appleby Spurling Hunter et Bailhache Labess fusionnent leurs activités, créant un ensemble reprenant le nom d'Appleby Hunter Bailhache comptant environ 600 salariés. Bailhache Labess était une entreprise d'environ 130 employés domiciliés à Jersey.
Appleby a fusionné en 2009 avec Dickinson Cruickshank, un cabinet d'avocat implanté sur l'Île de Man, devenant l'un des plus importants cabinets d'avocat spécialisée dans l'optimisation fiscale.

## Activités
Appleby se présente comme « l'un des principaux prestataires de services offshore légaux au monde ». Elle propose par exemple la création de sociétés-écrans pour échapper à la TVA et la constitution de « trusts familiaux pour gérer des fortunes ou des héritages » sans être imposé. Elle est organisée en deux branches : Appleby et sa branche fiduciaire Estera.
L'ensemble emploie en 2017, 470 salariés dont 60 associés et opère aux Bermudes, sur les Îles Vierges britanniques, sur les Îles Caïmans, à Jersey, Guernesey, sur l'Île Maurice, sur l'Île de Man, à Londres, à Shanghaï et aux Seychelles.

## Controverse
L'entreprise est l'objet d'une importante fuite de données, les Paradise Papers, révélée en novembre 2017.
6,8 millions de documents internes d'Appleby et de sa spin-off Estera font l'objet d'une fuite, portant notamment sur la base de données des clients d'Appleby de 1993 à 2014, où figurent les noms de 120 000 personnes et entreprises, ainsi que des documents sur 25 000 entreprises offshore. Ces documents qui composent environ la moitié des Paradise Papers sont révélés par le Consortium international des journalistes d'investigation.